# Astragalus missouriensis
Espèce
Statut de conservation UICN

 LC  : Préoccupation mineure
Astragalus missouriensis est une espèce de plantes à fleurs de la famille des Fabacées originaire d'Amérique du Nord.